# 日本海晶獅魚
日本海晶獅魚為輻鰭魚綱鮋形目杜父魚亞目獅子魚科的其中一種，分布於西北太平洋區，包括日本海、千島群島、鄂霍次克海、白令海及堪察加半島等海域，棲息深度30-700公尺，為深海底棲性魚類，體長可達38公分，屬肉食性，生活習性不明。